# Pomoćne snage (rimska vojska)
Pomoćne snage ili Auxilia (na latinskom jeziku doslovno "pomoć") je naziv za jedinice rimske vojske čije se ljudstvo nije sastojalo od rimskih državljana nego od podanika vazalnih ili savezničkih država, odnosno plemena. Dok su u doba Republike to bile ad hoc formacije formirane i rasformirane po potrebi, Oktavijan ih je na početku carskog razdoblja učinio integralnim dijelom rimske stajaće vojske.
Smatra se kako su za vrijeme Principata pomoćne trupe činile polovicu rimskog pješaštva i gotovo cijelu konjicu. S obzirom na svoju integriranost u rimski vojni sustav, te su se snage po svojoj obučenosti i djelotvornosti s vremenom izjednačile s legijama.

## Vanjske poveznice
- Roman Military Diplomas Online
- Batavian auxiliaries re-enactors
- List of auxiliary units in Britain[neaktivna poveznica]
- Vindolanda Tablets Online